# Cukrovar Vinoř
Cukrovar Vinoř (Spolkový cukrovar rolnický ve Vinoři, a.s.) byl průmyslový objekt ve východní části Vinoře, který se nacházel mezi ulicí Mladoboleslavská a Vinořským potokem.

## Historie
Cukrovar založený roku 1870 a postavený stavební firmou Václava Nekvasila fungoval jako část koncernu cukrovarů rodiny Schoellerů. Roku 1947 byl znárodněn a sloučen s cukrovarem v Čakovicích. Pro trvalé problémy se zásobováním vodou byl roku 1954 zrušen, jeho zařízení bylo demontováno a komín zbourán. Bez stavebních změn sloužil jako sklady a dílny různých firem.
Celý objekt byl zbořen roku 2009.